# Jeux islamiques féminins
Les Jeux islamiques féminins sont une compétition multisports internationale organisée par la Fédération islamique du sport féminin (IFWS). 
La compétition qui connaît sa première édition a lieu à Téhéran en février 1993, avec des sportives musulmanes venant de dix pays (Azerbaïdjan, Bangladesh, Kirghizistan, Iran, Malaisie, Maldives, Pakistan, Syrie, Tadjikistan, Turkménistan), est créée sous l'impulsion de la militante des droits des femmes iraniennes Faezeh Hachemi, révoltée par l'« ostracisme » du monde sportif envers les sportives voilées. 
Lors de l'édition de 2001, quelques sportives afghanes parviennent à participer à ces Jeux malgré l'interdiction par le régime taliban de la pratique féminine sportive. Lors de la dernière édition de 2005, les Jeux s'ouvrent à des musulmanes de pays non musulmans.
En tout, quatre éditions se sont tenues tous les quatre ans entre 1993 et 2005, toutes organisées en Iran. Les épreuves respectent le code vestimentaire islamique pour les épreuves en plein air ; les épreuves en salle sont sans public masculin ni caméras et se jouent en tenue sportive classique . La compétition disparaît lorsque des épreuves féminines sont intégrées au programme des Jeux de la solidarité islamique de 2010.

## Éditions
| Année | Jeux | Pays | Ville         | Nations | Compétiteurs | Sports |
| ----- | ---- | ---- | ------------- | ------- | ------------ | ------ |
| 1993  | I    | Iran | Téhéran/Racht | 10      | 407          | 7      |
| 1997  | II   | Iran | Téhéran       | 24      | 748          | 12     |
| 2001  | III  | Iran | Téhéran/Racht | 23      | 795          | 15     |
| 2005  | IV   | Iran | Téhéran       | 44      | 1 316        | 18     |